# Claudia Bokel
Claudia Bokel (Ter Apel, 30 agosto 1973) è un'ex schermitrice tedesca, specializzata nella spada. Ha vinto una medaglia d'argento nella scherma ai Giochi olimpici.

## Palmarès
In carriera ha conseguito i seguenti risultati:
- Giochi olimpici:

Atene 2004: argento nella spada a squadre.
- Mondiali di scherma

Essen 1993: argento nella spada a squadre.
Città del Capo 1997: argento nella spada a squadre.
Seul 1999: bronzo nella spada a squadre.
Nimes 2001: oro nella spada individuale.
L'Avana 2003: argento nella spada a squadre.
Lipsia 2005: bronzo nella spada a squadre.
Torino 2006: bronzo nella spada a squadre.
San Pietroburgo 2007: bronzo nella spada a squadre.
- Europei di scherma

Keszthely 1995: bronzo nella spada individuale.
Plovdiv 1998: oro nella spada a squadre e bronzo individuale.
Bolzano 1999: bronzo nella spada individuale.
Smirne 2006: oro nella spada individuale e bronzo a squadre.